# Kigali
Kigali a Ruandai Köztársaság fővárosa és legnépesebb városa. Itt találhatók az  ország állami intézményei. A város közlekedési csomópont, főutak találkozási pontja. Nemzetközi repülőtere összeköti Európával és Nairobival. Az ENSZ egyik életminőséget vizsgáló testülete, Kigalit találta Afrika legtisztább városának.

## Földrajz

### Éghajlat
| Hónap                                     | Jan. | Feb. | Már. | Ápr. | Máj. | Jún. | Júl. | Aug. | Szep. | Okt. | Nov. | Dec. | Év   |
| ----------------------------------------- | ---- | ---- | ---- | ---- | ---- | ---- | ---- | ---- | ----- | ---- | ---- | ---- | ---- |
| Átlagos max. hőmérséklet (°C)             | 26,9 | 27,4 | 26,9 | 26,2 | 25,9 | 26,4 | 27,1 | 28,0 | 28,2  | 27,2 | 26,1 | 26,4 | 26,9 |
| Átlagos min. hőmérséklet (°C)             | 15,6 | 15,8 | 15,7 | 16,1 | 16,2 | 15,3 | 15,0 | 16,0 | 16,0  | 15,9 | 15,5 | 15,6 | 15,7 |
| Átl. csapadékmennyiség (mm)               | 77   | 91   | 114  | 154  | 88   | 18   | 11   | 31   | 69    | 105  | 112  | 77   | 947  |
| Forrás: World Meteorological Organization |      |      |      |      |      |      |      |      |       |      |      |      |      |

## Történelem
A várost 1907-ben Richard Kandt német telepes alapította. 1922-ig Németország gyarmata, 1922-től Ruanda-Urundi néven belga gyarmat. Az első világháború után Ruanda-Urundit a belgák fő gyarmatukhoz, Kongóhoz csatolták.
1962-ben lett a független Ruanda fővárosa, és ezután indult meg Kigali fejlődése. 1968-ra készült el a repülőtér, majd a 8 km-re fekvő városközpontot a repülőtérrel összekötő út, mely az ország első aszfaltozott útja volt.
Mint főváros, és a környező ónbányák és kávéültetvények központja, Kigali lakossága gyors növekedésnek indult, s az 1980-as évek közepére elérte a 160 ezres lélekszámot.

## Gazdaság
Kigali szerény ipara a környék mezőgazdasági termékeit dolgozza fel: kávé, gyapot, banán, eukaliptuszfa, állati bőr stb. Gazdaságát elsősorban az ón-, volfrám- és berilliumbányászat jellemzi.
Kigali kiindulópontja a turisták által látogatott Kagera Nemzeti Parknak és a Kivu-tó környéki rezervátumoknak is.

## Lakosság

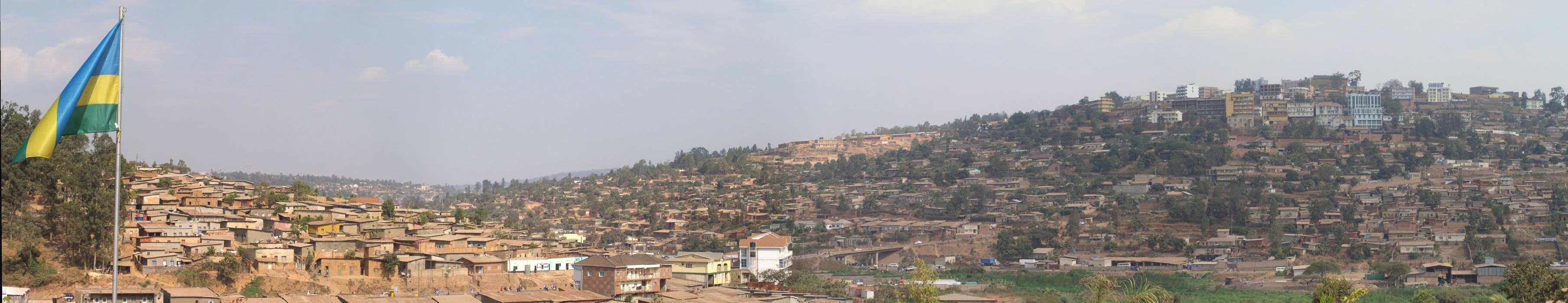
Kigali panoráma

A főváros lakosságának 90%-át a hutuk, 10%-át pedig a tuszik teszik ki. Az európaiakat kevés német, belga, és francia üzletember képviseli.
Ruandában többször került sor kegyetlen harcokra a hutuk és a tuszik között, melyek során több százezer tuszit öltek meg. 1994-ben 1 millió tuszit gyilkoltak le.
| Év                  | Lakosság |
| ------------------- | -------- |
| 1978 (népszámlálás) | 116 227  |
| 1991 (népszámlálás) | 237 782  |
| 2002 (népszámlálás) | 603 049  |
| 2007 (becslés)      | 857 719  |

## Képzés
A városban műszaki főiskola van.

## Közlekedés

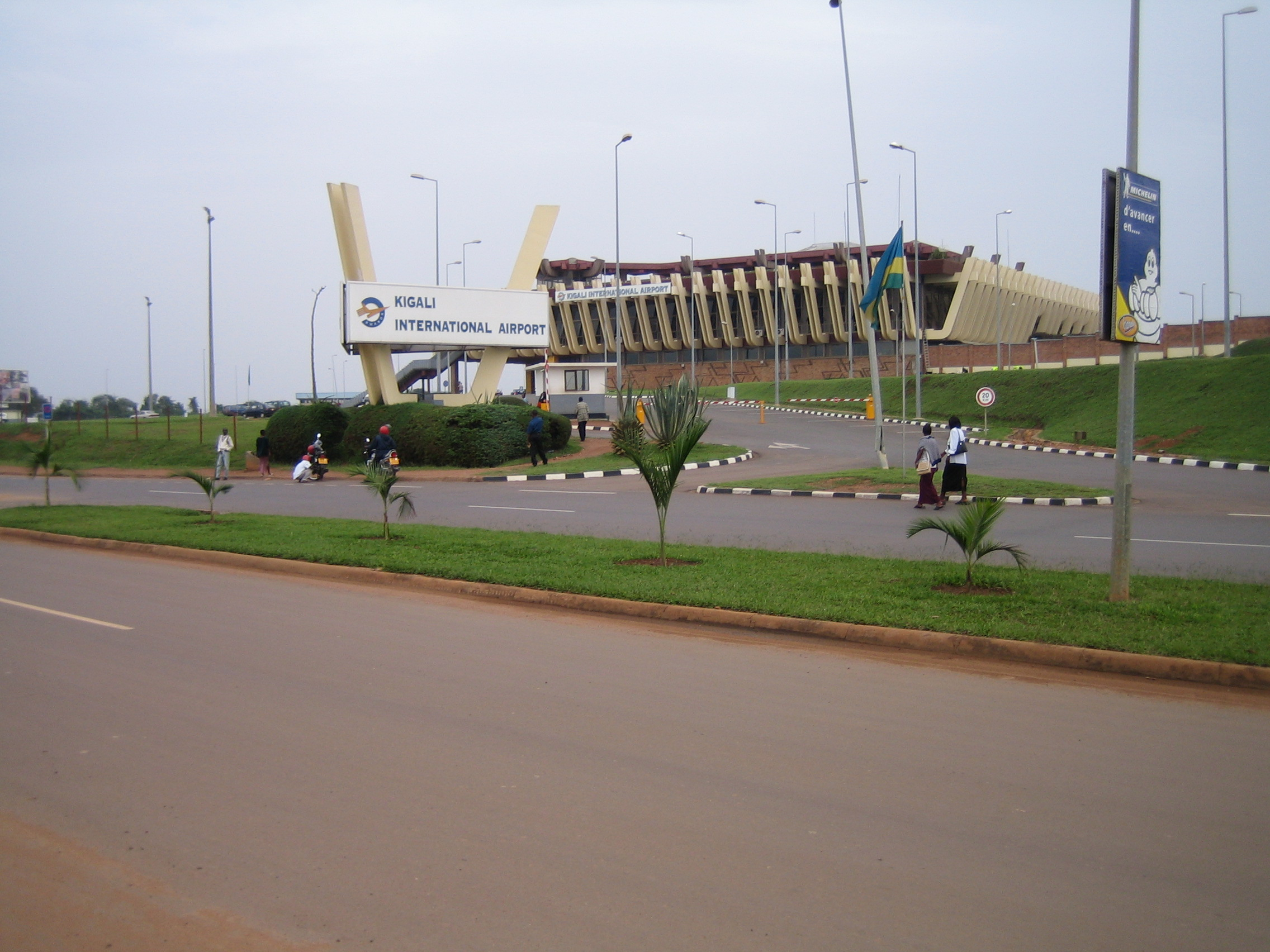
A kigali repülőtér

A város mellett 10 km-re (Kanombe) található egy reptér (Gregoire Kayibanda nemzetközi repülőtér), amely összeköttetésben van Európával (Brüsszel), továbbá az alábbi afrikai városokkal: Nairobi (Kenya), Addisz-Abeba (Etiópia), Bujumbura (Burundi), Entebbe (Uganda), Johannesburg (Dél-Afrika).
A nemzetközi repülőtér csak 1491 méter hosszú kifutópályával rendelkezik, ami a hossza miatt legfeljebb közepes nagyságú gépek fogadására alkalmas.
A városból 2 fontos út indul. Az egyik Ugandába, a másik Burundiba megy. Az 1980-as évek közepén a fővárosból kiinduló utak többsége még földút volt, innen aszfaltozott út csak Ugandába, Burundiba és Tanzániába vezetett.